# Kanton Jussac
Der Kanton Jussac war von 1985 bis 2015 ein französischer Wahlkreis im Département Cantal und in der damaligen Region Auvergne. Er umfasste fünf Gemeinden im Arrondissement Aurillac; sein Hauptort (frz.: chef-lieu) war Jussac.

## Geschichte
Der Kanton wurde am 22. Januar 1985 geschaffen, als die Kantone Aurillac-1 bis Aurillac-3 ein weiteres Mal neu zugeschnitten wurden. Die landesweiten Änderungen in der Zusammensetzung der Kantone brachten im März 2015 seine Auflösung.

## Gemeinden
| Gemeinde             | Einwohner (Stand: 2022) | Code postal | Code Insee |
| -------------------- | ----------------------- | ----------- | ---------- |
| Crandelles           | 870                     | 15250       | 15056      |
| Jussac               | 2040                    | 15250       | 15083      |
| Naucelles            | 2164                    | 15000       | 15140      |
| Reilhac              | 1094                    | 15250       | 15160      |
| Teissières-de-Cornet | 322                     | 15250       | 15233      |